# Staustufe Klingenberg
Die Staustufe Klingenberg ist eine Staustufe des Mains bei Mainkilometer 113,05 in Klingenberg am Main. Sie staut den Main auf einer Haltungslänge von 9,310 km (Schleuse Heubach bei Großheubach). Die nächste Schleuse mainabwärts befindet sich knapp 12 Kilometer entfernt in Kleinwallstadt.

## Geschichte
Bis Mitte des 19. Jahrhunderts war der Main ein meist träge fließendes seichtes Gewässer mit vielen Schleifen, Biegungen, Inseln und oft mehreren flachen Flussarmen nebeneinander. Durch die Mittelwasserkorrektion, die ihren Abschluss bis 1885 fand, verbesserte sich zwar die Situation, die Mainschifffahrt konnte aber nur durch die Kettenschifffahrt (1886 bis 1936) konkurrenzfähig aufrechterhalten werden. Kettenschlepper zogen mehrere angehängte Schleppkähne an einer längs im Fluss liegenden Kette stromaufwärts, wobei der Schiffsverkehr normalerweise weder durch die starke Strömung in den Wintermonaten, noch durch die niedrigen Wasserstände der Sommermonate von zum Teil unter 50 cm unterbrochen werden musste.  
Parallel zur Kettenschifffahrt wurde der Ausbau des Mains durch den Bau von Staustufen vorangetrieben. Er erfolgte in mehreren Schritten flussaufwärts. Die Staustufe Klingenberg liegt im dritten Bauabschnitt, der in den Jahren 1926 bis 1941 realisiert wurde. Das überschüssige Aushubmaterial bei der Erstellung der Anlage wurde zum Aufschütten eines Hochwasserdamms verwendet, um die Altstadt vor zukünftigen Überschwemmungen zu schützen. Das Bauwerk wurde 1930 fertiggestellt und 1931 in Betrieb genommen.

## Bauwerk
Die Staustufe umfasst eine Wehranlage, eine Kammerschleuse, eine Bootsschleuse, eine Fischtreppe und ein Kraftwerk. Stilistisch orientiert sich dieses Bauwerk an der funktionalen Formensprache des Bauhauses und ist in dieser Form erhalten. Die Staustufe ist Teil der „Route der Industriekultur Rhein-Main“.

### Wehranlage
Die Wehranlage besteht aus drei walzenförmigen Toren aus Stahl, die seitlich jeweils von mächtigen, im Fluss stehenden Wehrpfeilern aus Beton gehalten werden. Die Versenkwalzen haben eine Breite von jeweils etwa 35 m und werden elektrisch gesteuert. Die Walzentore können bei Hochwasser aus dem Fluss nach oben herausgehoben werden. Oberhalb des Wehrs verläuft ein eiserner Wehrsteg für Wartungsarbeiten. 

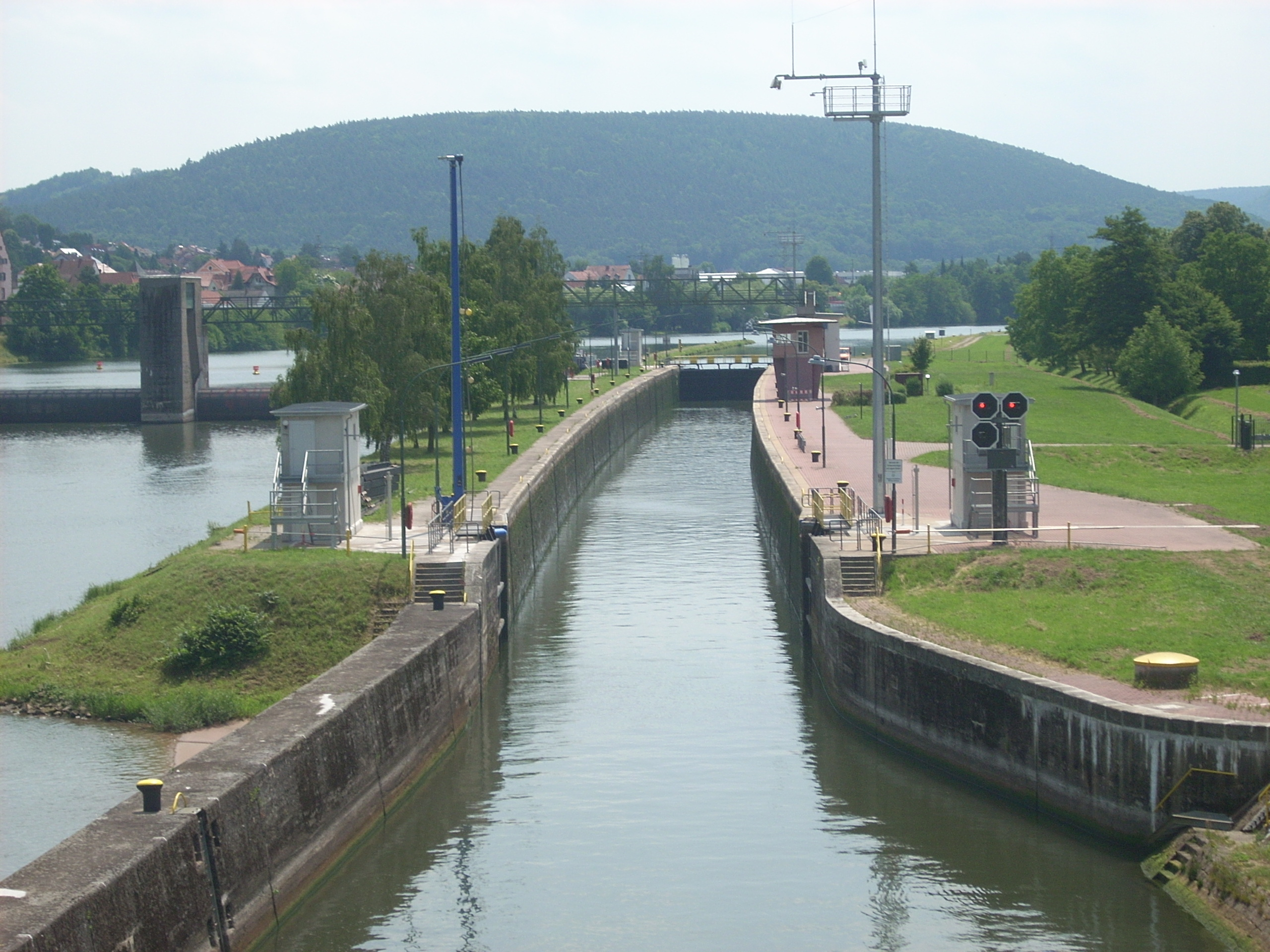
Schleuse in Klingenberg

### Schleuse
Die Kammerschleuse liegt links im Fluss und hat eine Länge von 300,71 m, sowie eine Breite von 12,05 m. Der Main ist hier für Fahrzeuge / Verbände mit einer Länge von 90,00 m und einer Breite von 11,45 m zugelassen (die zulässige Länge darf bei einem Fahrzeug auf bis zu 110,00 m und bei einem Verband auf bis zu 190,00 m erhöht werden, wenn das Fahrzeug und der Verband mit einer aktiven Bugsteuereinrichtung und einer Sprechverbindung zwischen Steuerstand und Spitze des Fahrzeugs oder Verbandes ausgerüstet ist).
Im April 2012 wurde die Schleusenkammer im Rahmen von Instandhaltungsarbeiten trockengelegt und die ursprünglich genieteten Schleusentore durch geschweißte Schleusentore ersetzt. Für den Einbau der 6,70 Meter hohen Tore musste die Schifffahrt auf dem Main für mehrere Wochen gesperrt werden. Die Füllung und Entleerung der Schleusenkammer erfolgt jeweils über 2 Umlaufschütze.
Direkt neben der Kammerschleuse gab es ursprünglich eine Bootsschleuse zur Selbstbedienung mit einer Nutzbreite von 2,50 m und einer Nutzlänge von 11,60 m. Das obere Tor der Bootsschleuse ist als Klapptor ausgelegt, während es sich bei dem unteren Tor um ein Schlagtor handelt. Diese Bootsschleuse ist außer Betrieb.

### Kraftwerk

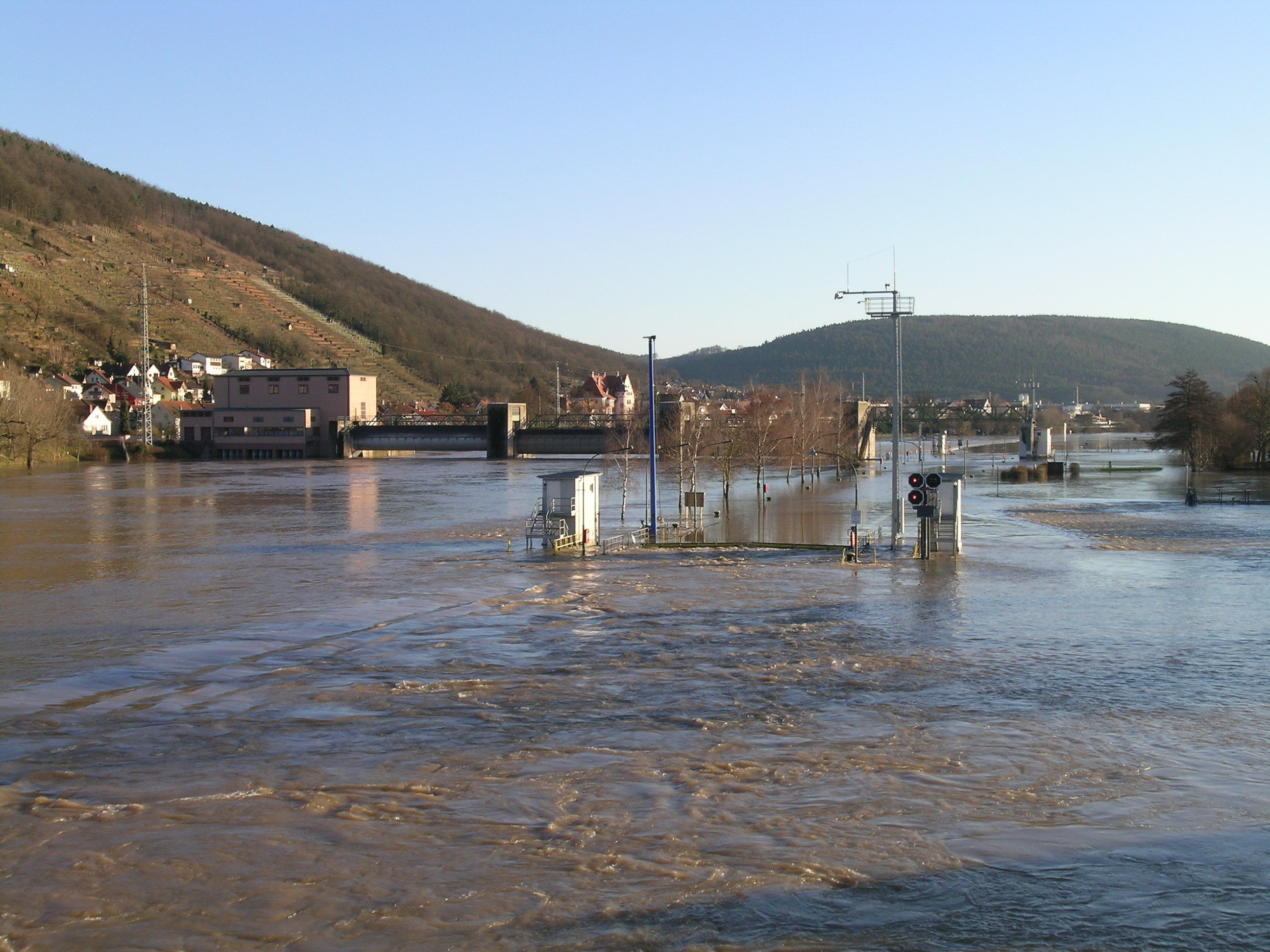
Staustufe mit hochgezogenen Walzenwehren beim Hochwasser 2011

Das zur Staustufe gehörende Laufwasserkraftwerk befindet sich auf der rechten Flussseite und ist seit 1930 in Betrieb. Das Kraftwerk gehört der Rhein-Main-Donau AG und wird von der Uniper Kraftwerke GmbH betrieben. Bei einer Fallhöhe von 4 Metern erzeugen die beiden Kaplan-Turbinen eine Ausbauleistung von 3,04 MW, was einem Regelarbeitsvermögen von 18,6 GWh pro Jahr entspricht.

## Zwischenfälle
Am 23. Mai 1959 ereignete sich an der Schleuse in Klingenberg in Schiffsunfall durch das Motorschiff Centrust I. Am 23. Mai 2011 beschädigte ein nicht ausreichend gesichertes, mit Mais beladenes Gütermotorschiff das untere Schleusentor.